# Бастия-6
Бастия-6 (фр. Bastia-6) — упразднённый в 2015 году кантон во Франции, находился в регионе Корсика, департамент Верхняя Корсика. Входил в состав округа Бастия. Всего в кантон Бастия-6 входили 2 коммуны, из них главной коммуной являлась Бастия. С 22 марта 2015 года коммуна Фуриани вошла в состав кантона Бастия-4, а территория Бастии была разделена между другими кантонами города.
Население кантона на 2008 год составляло 12 948 человек.

## Коммуны
- Бастия
- Фуриани